# Denílson Antônio Paludo
Denílson Antônio Paludo (* 8. Oktober 1972) ist ein ehemaliger brasilianischer Fußballspieler.

## Karriere
Denílson begann seine Profilaufbahn 1992 bei Cascavel EC. 1993 wechselte er zum Erstligisten Paraná Clube. 1996 wurde er an den japanischen Erstligisten Yokohama Flügels ausgeliehen. 1997 kehrte er zu Paraná Clube zurück. 1993, 1994, 1995 und 1997 gewann er mit Paraná Clube den Staatsmeisterschaft von Paraná. 1998 wechselte er zu Portuguesa. Danach spielte er bei SC Internacional und EC Bahia. Ende 2001 beendete er seine Karriere als Fußballspieler.